# Antony Thomas

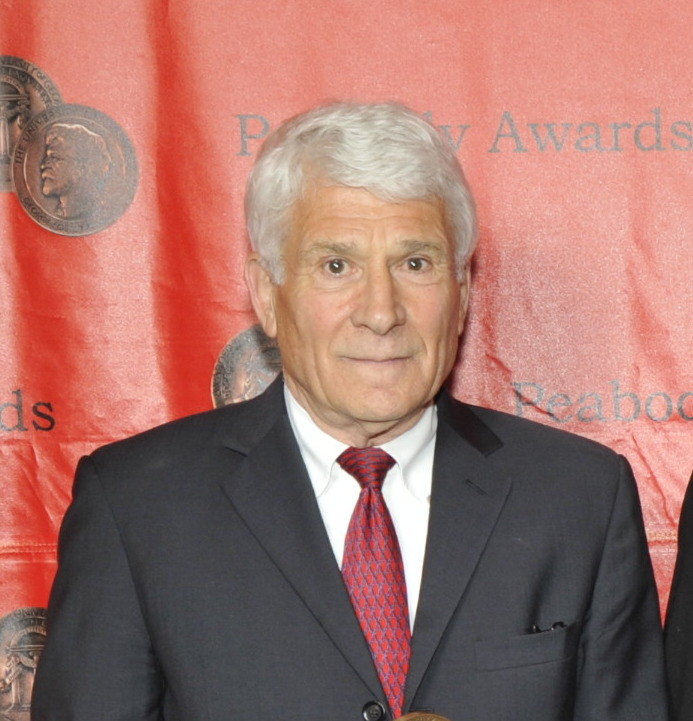
Antony Thomas auf den 70. Peabody Awards, 2011

Antony Thomas (* 26. Juli 1940 in Kalkutta, Indien) ist ein britischer Dokumentarfilmer und Journalist.

## Leben
Mit sechs Jahren wanderte seine Familie von Indien nach Südafrika aus. 1967 zog er nach England. Thomas ist als Dokumentarfilmer im Vereinigten Königreich tätig. Er produzierte Filme für britische Fernsehsender wie Channel 4, BBC und HBO.

## Werke (Auswahl)
- Tod einer Prinzessin, 1980
- Für Neda, 2010[1]
- Die Vatikanverschwörung, 2014[2]

## Preise und Auszeichnungen (Auswahl)
- Emmy Award
- Grierson Award für Beste Britische Dokumentation
- George Foster Peabody Award (zweimal)
- The Foreign Press Association's "Documentary of the Year" Award
- The Foreign Press Association's "Journalist of the Year" Award, (gemeinsam mit Saeed Kamali Dehghan)
- International Documentary Association Award
- International Film Critics Award
- Royal Television Society Award